# Пурранке
Пурранке (ісп. Purranque) — місто в Чилі. Адміністративний центр однойменної комуни. Населення - 11 618 осіб (2002). Місто і комуна входить до складу провінції Осорно і регіону Лос-Лагос.
Територія комуни - 1458,8 км. Чисельність населення – 20 905 осіб (2007). Щільність населення - 14,33 чол./км².

## Розташування
Місто розташоване за 65 км на північний захід від адміністративного центру регіону міста Пуерто-Монт та за 37 км на південь від адміністративного центру провінції міста Осорно.
Комуна межує:
- на півночі - з комуною Ріо-Негро
- на сході — з комуною Пуерто-Октай
- на півдні - з комунами Фресія, Фрутильяр

На заході комуни розташований Тихий океан.
Згідно з даними, зібраними під час перепису Національним інститутом статистики, населення комуни становить 20 905 осіб, з яких 10 469 чоловіків та 10 436 жінок.
Населення комуни становить 2,63% від загальної чисельності населення регіону Лос-Лагос. 37,93% належить до сільського населення та 62,07% - міське населення.

### Найважливіші населені пункти комуни
- Пурранке (місто) — 11 618 мешканців
- Корте-Альто (селище) — 1647 мешканців